# Parafia św. Jana Chrzciciela w Hostynnem
Parafia św. Jana Chrzciciela w Hostynnem – parafia rzymskokatolicka znajdująca się w dekanacie Hrubieszów-Południe, w diecezji zamojsko-lubaczowskiej. Została utworzona 30 września 1975.
Do parafii należą wierni z następujących miejscowości: Dobromierzyce, Hostynne, Hostynne-Kolonia, Konopne, Kotorów, Łotów, Peresołowice.
Liczba mieszkańców: 1500.

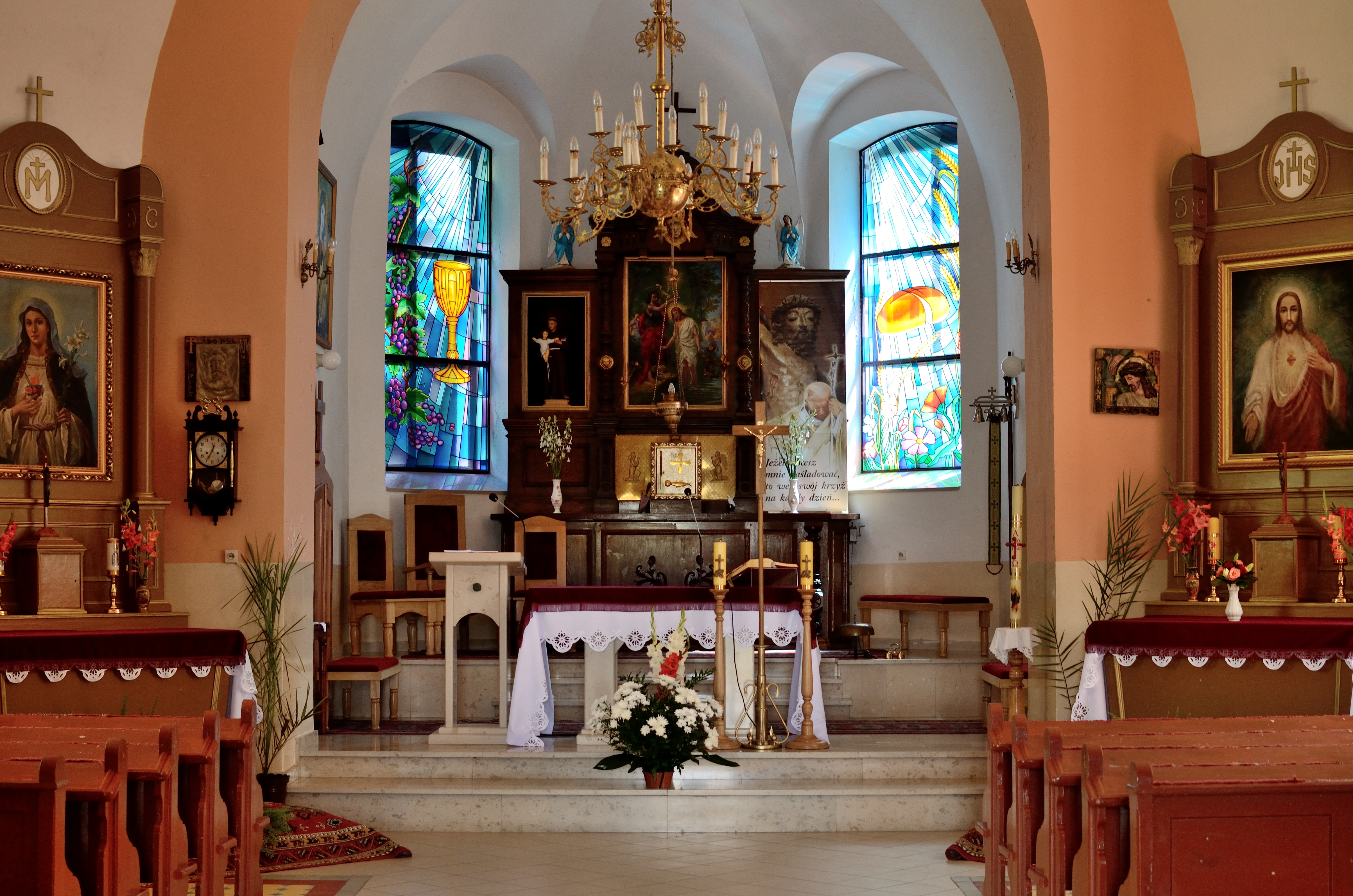
Wnętrze kościoła parafialnego
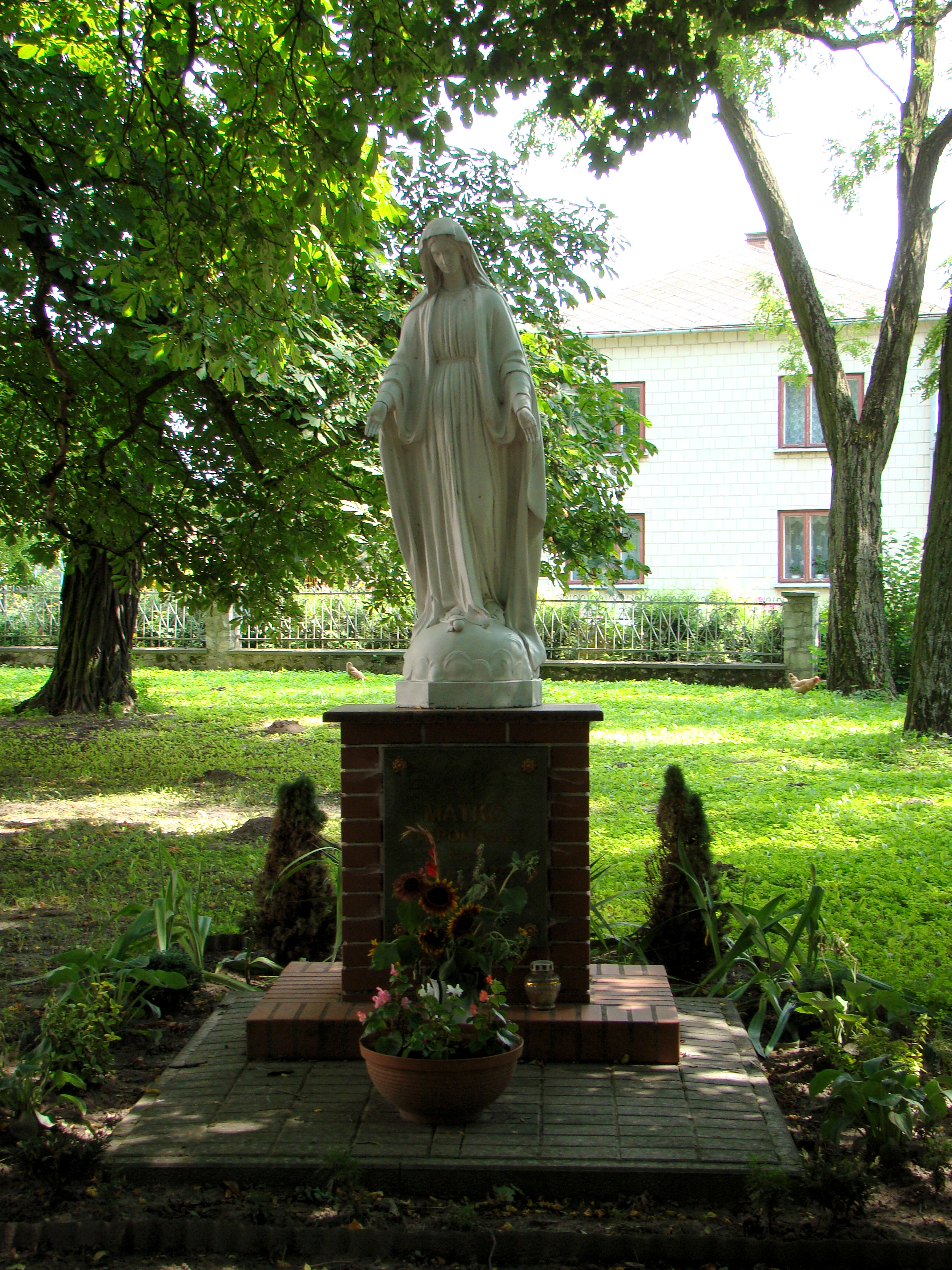
Figurka MB koło kościoła